# 羅馬尼亞社會主義共和國國徽
羅馬尼亞社會主義共和國國徽（羅馬尼亞語：Stema Republicii Socialiste România）是羅馬尼亞社會主義共和國（及其前身罗马尼亚人民共和国）使用的國家標誌之一，也是羅馬尼亞在社会主义时期使用的國徽。
1947年12月30日，罗马尼亚人民共和国成立。1948年1月，羅馬尼亞的社會主義政權廢除之前使用的國徽，啟用帶有社會主義元素的新國徽，名為羅馬尼亞人民共和國國徽（羅馬尼亞語：Stema Republicii Populare Române）。1948年3月，國徽樣式作出重大修改。1952年，国徽样式再次作出修改。1965年，罗马尼亚人民共和国更改国名为罗马尼亚社会主义共和国，国徽名称和样式因此做出微调并最终定型。1989年12月，随着罗马尼亚革命的爆发，罗马尼亚停止使用社会主义时期的国徽。1992年9月10日，民主化后的罗马尼亚启用新的国徽样式。

## 歷史

### 頒布首版國徽
1945年，在苏联扶持下，罗马尼亚成立亲苏的共产主义政府。5月4日，新政府通过法律宣布废止王国时期使用的皇家盾徽，并没收所有刊载皇家盾徽的书籍。儘管如此，皇家盾徽仍然在部分场合中使用，例如部分羅馬尼亞列伊硬幣与纸币上仍然鑄有皇家盾徽。1947年12月30日，罗马尼亚国王米哈伊一世退位，罗马尼亚人民共和国宣告成立。1948年1月8日，罗马尼亚人民共和国政府通过《关于确定罗马尼亚人民共和国主席团权力的第3号法令》，正式确立罗马尼亚社会主义政权的首枚国徽。
|  | 第7条 羅馬尼亞人民共和國國徽的圖案為：一輛拖拉機在平地上耕作，後方排列三個煙囪，背景為冉冉升起的太陽，周圍飾以麥穗，下方綁著一條絲帶，絲帶上寫有“羅馬尼亞人民共和國”，上方為羅馬尼亞人民共和國國名首字母“RPR”。 |

### 國徽樣式調整
1948年3月28日，罗马尼亚人民共和国頒布新法律，更改了國徽的樣式，新國徽圖案相較於舊國徽有較大改動。4月13日生效的《羅馬尼亞人民共和國憲法》對新國徽的圖案做了描述：
|  | 第99条 罗马尼亚人民共和国国徽的图案为：远景是被森林覆盖的山脉，上方是冉冉升起的太阳，左下方有石油钻井，周围饰以麦穗。 |

1952年9月24日，罗马尼亚大国民议会颁布新宪法，新宪法对国徽图案做出微调。
|  | 第102条 罗马尼亚人民共和国国徽的图案为：远景是被森林覆盖的山脉，上方是冉冉升起的太阳，左下方有石油钻井，周围饰以麦穗，顶部有一颗五角星，麦穗底部被一条三色缎带包裹，缎带上写有字母“RPR”。 |

1965年8月21日罗马尼亚大国民议会颁布《罗马尼亚社会主义共和国宪法》，宣布罗马尼亚社会主义政权更名为罗马尼亚社会主义共和国，国徽缎带上的字母由此更改为（罗马尼亚社会主义共和国）。
1989年12月，羅馬尼亞革命爆發，齊奧塞斯庫倒台，羅馬尼亞社會主義共和國國徽因被認為是極權主義的象徵而隨之廢止。新成立的救國陣線立即成立紋章委員會討論國徽更換問題，並向議會遞交了新國徽的兩個草案。1992年9月10日，民主化後的羅馬尼亞議會通過了新國徽的最終版本。

## 組成與含義
羅馬尼亞社會主義共和國國徽呈椭圆形，主要图案为旭日照耀下布满森林的群山，左侧有一个石油钻井，主要图案被一圈麦穗环绕，顶端有一颗红色五角星，下方用一条与国旗颜色相同的红黄蓝三色缎带围绕，缎带上写有罗马尼亚语（罗马尼亚社会主义共和国）。群山与森林象徵罗马尼亚丰富的矿山与森林资源，石油钻井象徵罗马尼亚的石油资源与工业生产，升起的旭日象徵罗马尼亚发展蒸蒸日上，麦穗象徵农业，红色五角星象徵罗马尼亚的社会主义体制、罗马尼亚共产党的领导和人民政权的巩固。

## 使用与规定
根据社会主义罗马尼亚宪法的规定，罗马尼亚政府印章上印有罗马尼亚社会主义共和国国徽，社会主义罗马尼亚的国旗中央饰有国徽。此外，社会主义罗马尼亚的货币和护照等均印有国徽。社会主义罗马尼亚法律还规定，蔑视罗马尼亚社会主义共和国国徽者，处6个月以上、2年以下剥夺自由权刑罚。
1989年罗马尼亚革命中，抗议者认为罗马尼亚社会主义共和国国徽是独裁集权的象徵，因此将国旗上的国徽图案剪下。

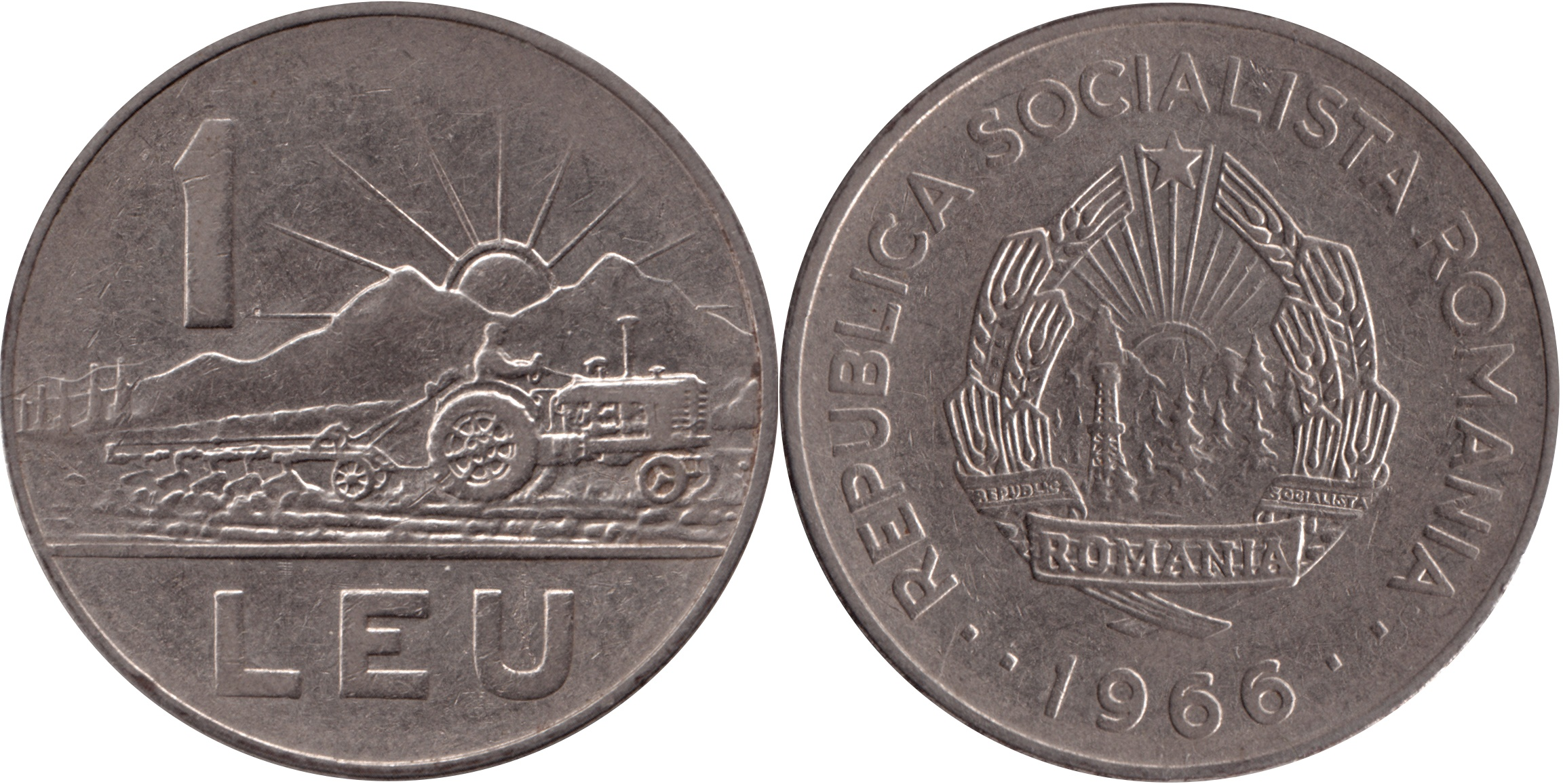
1966年版罗马尼亚1列伊硬币，铸有国徽
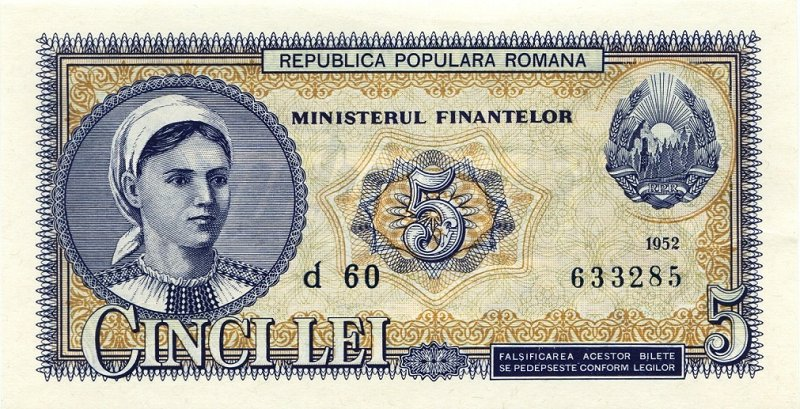
1952年版罗马尼亚5列伊纸币正面，右上角印有国徽
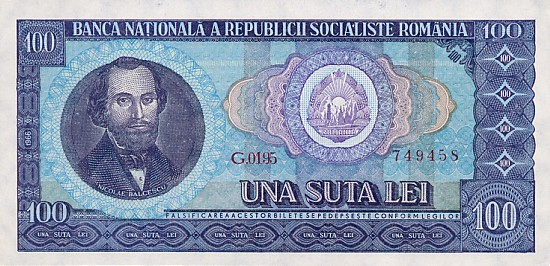
1966年版罗马尼亚100列伊纸币正面，右侧印有国徽
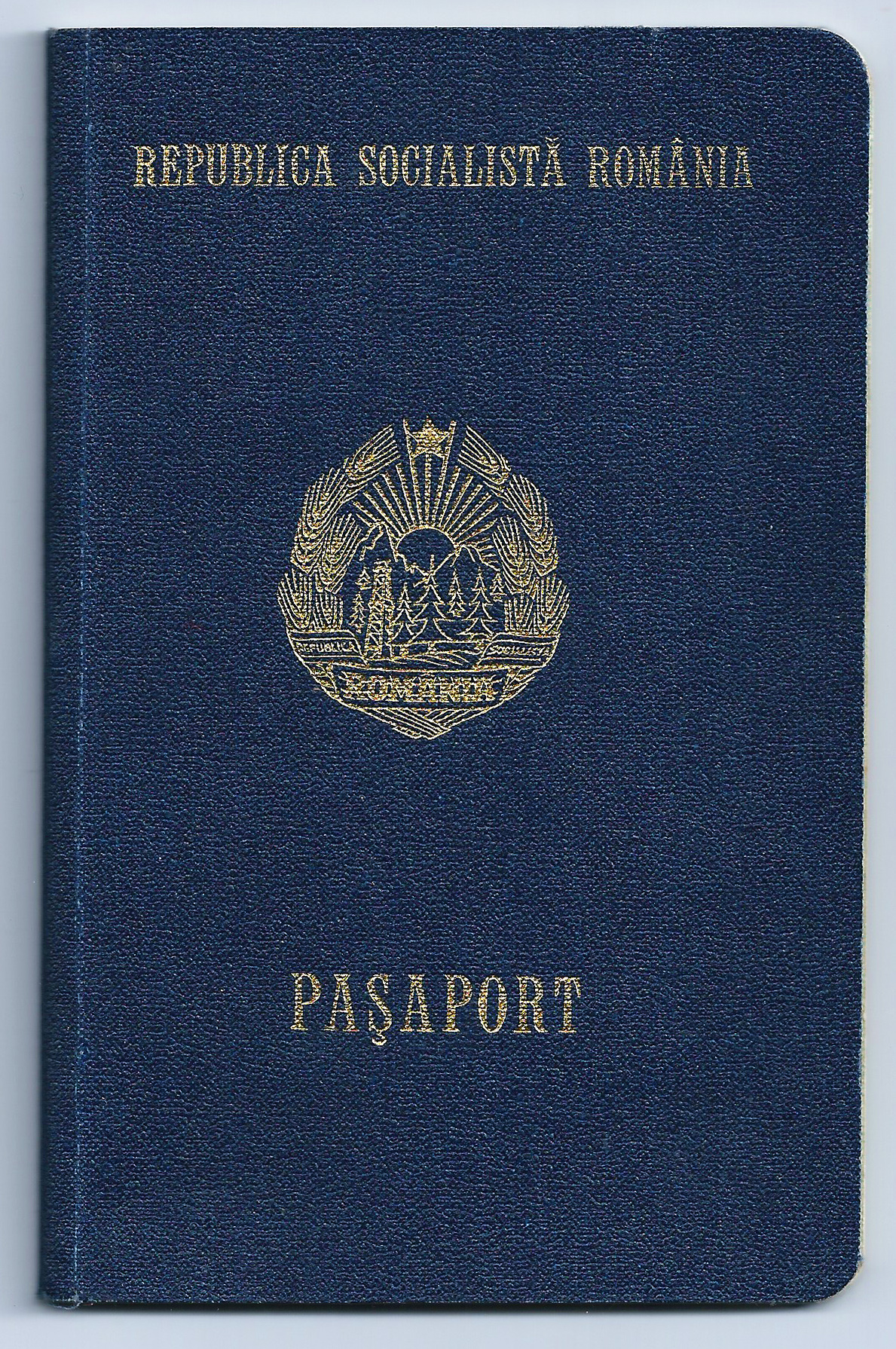
1985年罗马尼亚护照封面，中央印有国徽
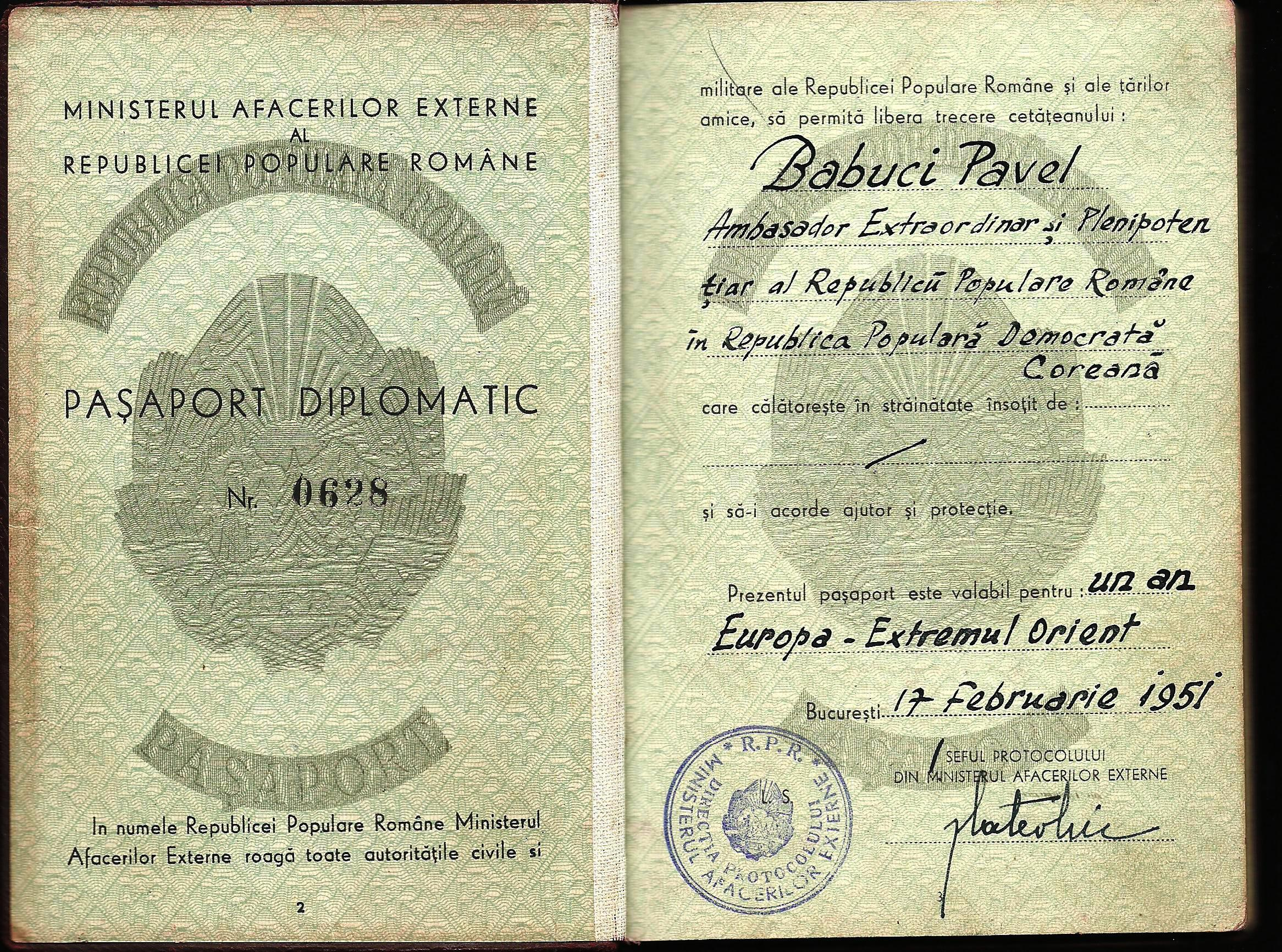
1951年罗马尼亚护照内页，背景及印章上印有国徽
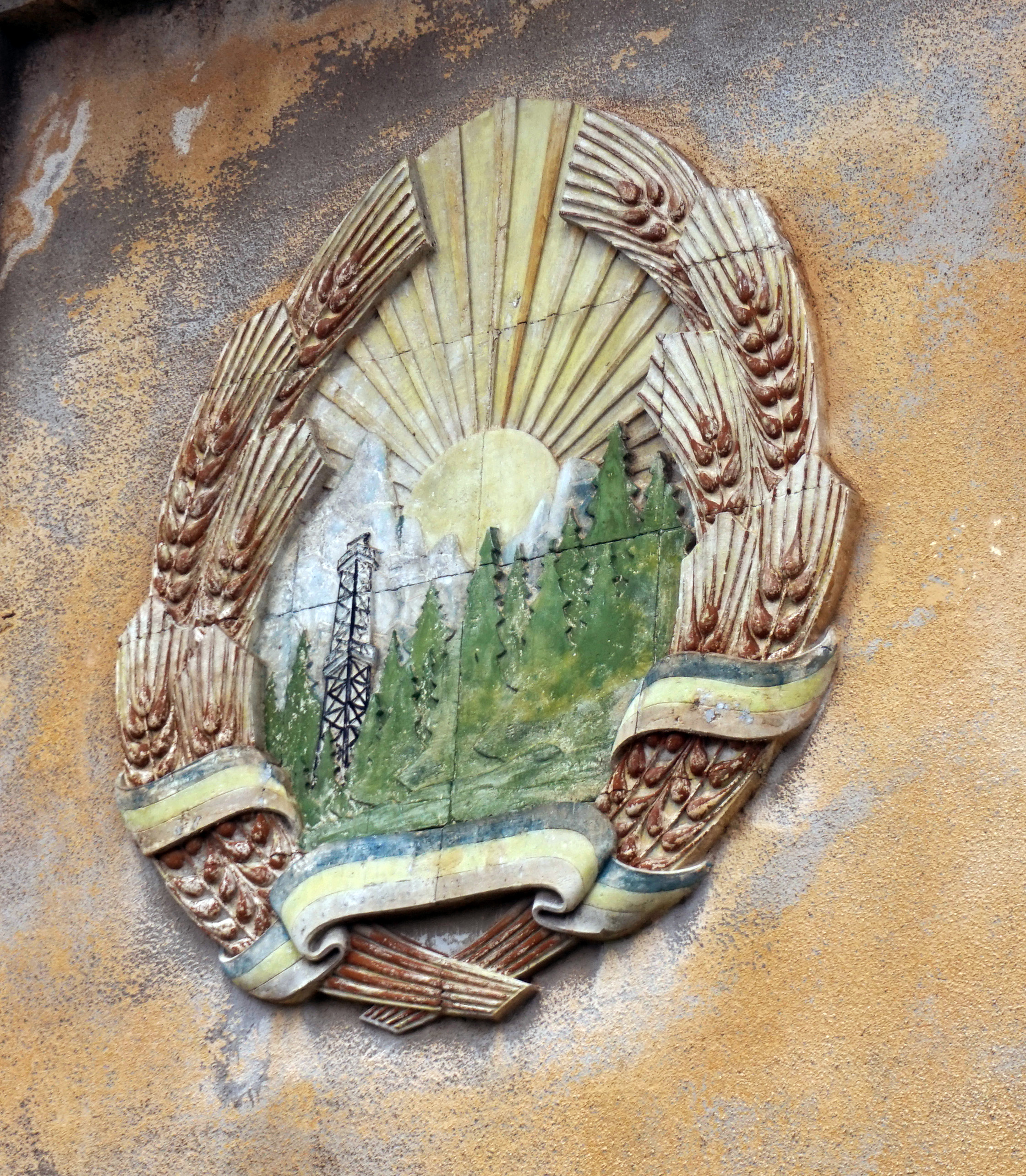
罗马尼亚一处建筑上的社会主义时期国徽
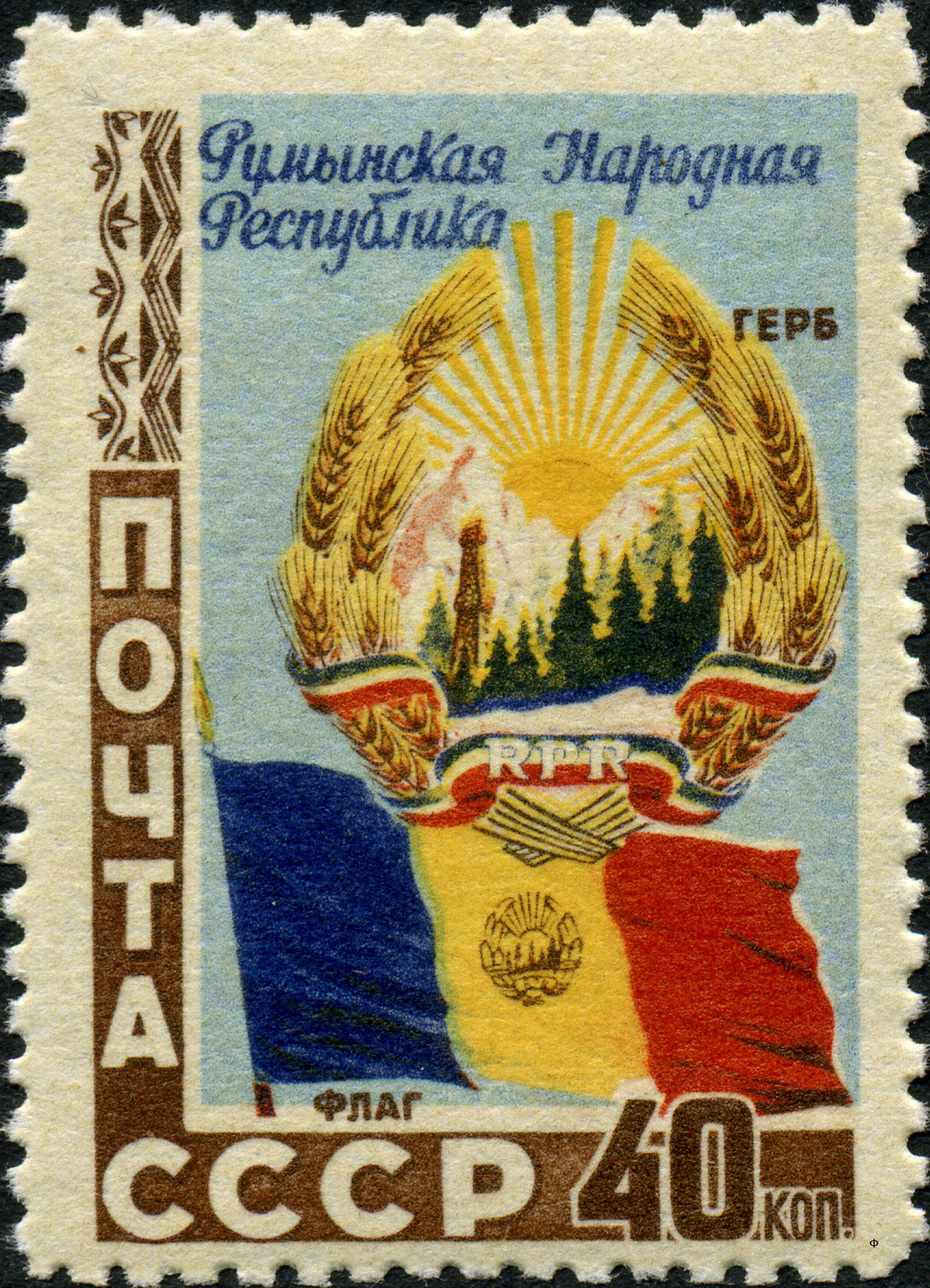
苏联邮票（俄语：Почтовые марки СССР），展示了罗马尼亚人民共和国的国旗与国徽
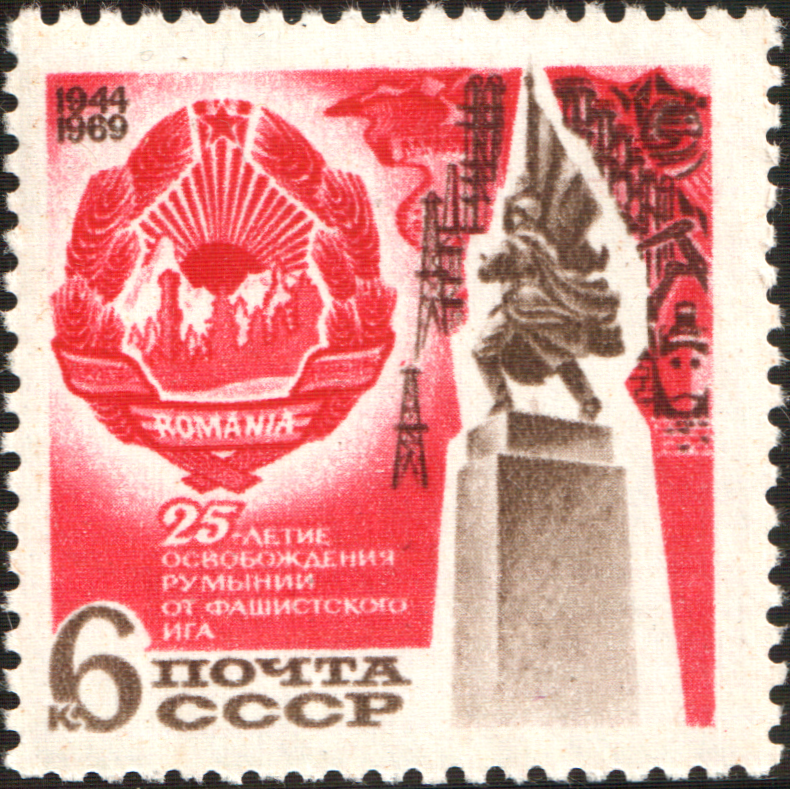
苏联邮票，左上角印有罗马尼亚社会主义共和国国徽
1989年罗马尼亚革命期间，抗议者使用剪去国徽的国旗